# Festiwal Artystyczny Młodzieży Akademickiej
Festiwal Artystyczny Młodzieży Akademickiej (FAMA) – coroczna, sierpniowa impreza odbywająca się od 1966 w Świnoujściu. Trwa czternaście dni, podczas których uczestnicy festiwalu mogą doskonalić swoje umiejętności (pod okiem profesjonalistów) na warsztatach teatru ulicznego, piosenki, aktorstwa, kabaretu, muzyki. Urozmaiceniem są różnorodne happeningi, kabarety oraz inne imprezy plenerowe, w których występują, występowały grupy, takie jak: 
- Czerwony Tulipan
- Totart
- Dżem
- T.Love
- Stare Dobre Małżeństwo
- Akademia Ruchu z Warszawy
- Teatr STU z Krakowa
- Pantomima Szczecińska
- Salon Niezależnych
- Elita
- Koń Polski
- Władysław Sikora
- Potem
- Zespół Reprezentacyjny
- Wojciech Wiśniewski
- Teatr Krzyk
- Zachodniopomorska Offensywa Teatralna (ZOT)
- Błękitni

Zakończenie pracy zwieńczone jest zawsze koncertem bądź spektaklem. Wszelkie wydarzenia w tej imprezie są inicjowane przez uczestników. Znane osoby debiutujące na Famie bądź będące jej laureatami to:  
- Maryla Rodowicz
- Magda Umer
- Marek Grechuta
- Marek Dyjak
- Elżbieta Wojnowska
- Andrzej Mleczko
- Henryk Sawka
- Mariusz Lubomski
- Renata Przemyk
- Jan Wołek
- Adam Nowak z zespołem Raz, Dwa, Trzy
- Irek Dudek Blues Band
- Nocna Zmiana Bluesa ze Sławkiem Wierzcholskim
- Wojciech Wiśniewski
- Konrad Materna
- Mela Koteluk[1]

Ogólnopolską Famę poprzedzają przeglądy na szczeblu regionalnym, w których udział brać mogą studenci, osoby związane ze studenckim ruchem artystycznym oraz młodzi twórcy, którzy reprezentują różne rodzaje aktywności artystycznej. Organizatorem Festiwalu jest ABKiSz Alma-Art.